# ラ・フエルザ・デル・デスティーノ
『ラ・フエルザ・デル・デスティーノ』（スペイン語: La fuerza del destino）は、メキシコのテレビドラマ。カナル・デ・ラス・エストレージャスで2011年3月14日から7月31日まで放送された。

## 登場人物

### 主な登場人物
イヴァン・ビジャゴメス / イヴァン・マクガイア
演：ダビッド・ゼペダ
ルシア・ロメリ・キュリエル・マクガイア
演：サンドラ・エチェベリア
カミロ・ガルバン
演：ガブリエル・ソト
マリパス・ロメリ・クリエル
演：ライシャ・ウィルキンス
フアン・ハイメ・モンドラゴン
演：フアン・フェラーラ
ヘラルド・ロメリ
演：アレハンドロ・トンマシ